# 九苑
九苑，先秦时封国，相传为夏朝时诸侯国。在今嵩山西北，洛河以南的顾县镇、缑氏镇、庞村镇、寇店镇之间这一区域，属于有莘氏故地。
夏王朝经常与周邻的敌对国家发生战争。约公元前17世纪，夏朝第十一任君主不降即位后，夏朝与邻國九苑相互为敌。不降于即位后第六年，征调了大批军队前往攻打，将其击败，巩固了夏朝的大国地位。